# سويطيات
السويطيات (الاسم العلمي: Neocallimastigales) هي رتبة من الفطريات تتبع الطائفة السويطيانية من شعبة السويطينية.

## التصنيف
- رتبة السويطيات
  - الفصيلة السويطية
    - جنس السويطاء